# Руодлиеб (лирски еп)
Руодлиеб је лирски еп са почетка средњег века, који је написао монах из Тегермзеа око средине 11. века. Дело, од којег је сачувано око 2300 стихова у 18 фрагмената, може се посматрати и као претеча дворског романа из 12. века.

У причи о витезу, који путује светом и тражи срећу, мотиви из бајки и легенди комбиновани су са реалистичним описима живота како племства, тако и сељана у селу. Велики значај има мудрост коју ликови следе или не следе. Поред бајковитог расположења, прича има и трезвену, моралну и дидактичку намеру.

## Откриће
Историја истраживања овог јединственог дела средњовековне латинске књижевности почиње 1807. године.  Научник је пронашао 15 дуплих листова који су служили као повезујући материјал за различите кодексе који се чувају у бублиотеци манастира Тегернзее, али које још није могао да сложи у логичан ред. Са открићем последњих фрагмената 1981. године до нас је дошло 2320 фрагмената који никада нису били повезани. Касније се појављује и верзија откривена у библиотеци опатије Светог Флоријана.  
Приближно 40% дела је изгубљено узимајући у обзир све празнине у садржају и претпоставља се да су изгубљени дупли листови.

## Радња
Из сачуваних фрагмената може се закључити: Племић, који се у почетку називао само quidam vir (латински за одређеног човека) или као miles (латински војник), приморан је да напусти земљу, јер упркос пожртвованости ка обављању своје дужности према господарима, он није добио подршку од њих против других моћника којима је направио непријатеље у вршењу своје службе. Па сада не види други излаз него да напусти све и оде у иностранство.
Стигавши тамо упознаје једног од краљевих ловаца, који је импресиониран изгледом и достојанством јахаћег избеглице и брзо се спријатељи са њим и упознаје га са својим краљем. Витез своје ловачке вештине ставља на испит на краљевском двору и краљ му дозвољава  да ступи у службу великодушног краља, који му омогућава да се уздигне до места генерала и главног преговарача због својих изузетних моралних, али и професионалних квалификација. Када грабежљиви гроф суседног краља, опљачка гранично подручје, миље савладају задатак заустављања агресора на најбољи могући начин, победивши грофа у отвореној бици и заробивши  900 људи. У току преговора између два краља, наш витез долази на двор рекса минора, где показује још један таленат: шах. Он успева да договори састанак између два владара који су вољни да се помире. Тај састанак се коначно одвија на мосту преко граничне реке и одвија се изузетно мирно. Детаљно је описан поступак делимично формалног, делом пријатељског исказивања љубазности и обимне размене поклона. Тек што се ова парадигма хришћанског схватања и вршења власти завршила, гласник му доноси писмо бивших господара и мајке, у којем га моли да се врати кући јер су сада сви његови противници елиминисани и више нема опасности. У овом тренутку за нашег витеза се први пут уводи име Руодлиб, што је први корак ка разбијању потпуне анонимности која је до тада негована. Краљ отпушта свог верног слугу на његову молбу и тражи од Руодлиба да изабере да ли жели латински новац или латинску мудрост као опроштајни дар. Руодлиб, према његовом сопственом извештају, одлучује се без оклевања за  мудрости и стога прима дванаест учења мудрости од свог господара и два хлеба, од којих Руодлиб треба да сломи један када поново сретне своју мајку, други кад се ожени . Хлебови су хлебови са благом, унутар којих су у сребрним зделама скривени накит, драгуљи и комади злата. Садржај који је Руодлибу био прикривен, читаоцу се описује до детаља и сјаја пре него што се преда. 
Ови, на први поглед чудни поклони захвалности од краља, типични су  у такозваним бајкама савета, под чијом звездом стоји следећи одељак епа, путовање кући. Одмах по његовом одласку, Руодлибу се придружује црвенокоси који је оставио свог штитоношу, али који се, узнемирен упозорењем о црвенокосима у првом савету, понаша веома повучено према њему. Карактер Руфуса је, како се брзо испоставило, дијаметрално супротан карактеру његовог витешког сапутника и у потпуности одговара слици скицираној у првом савету: лопов, пргав, пожудан, насилан и немилосрдан, он је до несташлука и кажњен је због свог необузданог понашања тако што га погођени фармери одмах претуку због уласка у сетвена поља, супротно другом савету, који му је наравно био непознат. Његово лоше понашање је доведено до крајности када, згрожен идејом да остане са Руодлибом у кући старе, богате жене са младим мужем, пресели се код младе сељанке која је несрећно удата за старог , шкртог човека. Он је убеђује да може да је ослободи из њене ситуације тако што ће је по његовом налогу одвести свом наводном господару Руодлибу. Када покупи љубавну награду коју је унапред обећала, остарели муж хвата пар у страсти, након чега га црвенокоса смртно повређује. Прочишћен, муж на самрти опрашта двојици који ће после његове непосредне смрти морати да одговарају на суду, где бескрупулозни Руфус, на уобичајен начин лагања, покушава да кривицу пребаци на жену. Она, пак, жали за оним што се догодило у толикој мери да би желела да јој се наметну најгори облици покајања, тако да јој је од сада дозвољено да води пустињачки живот по најстрожим прописима, док је подмукло црвенокоса мора да искупи свој злочин животом.
Након ове дигресије, Руодлиб је поново у првом плану догађаја. Поново га срећемо у друштву његовог нећака, којег покушава да ослободи зависности од лаке девојке. Са њим стиже у племићку резиденцију непосредно пре границе у свој завичај удовице која још увек тугује за мужем, који, како се касније испоставило, одржава блиску везу са Руодлибовом мајком, која је чак и кума  њене младе, прелепе ћерке . Наш анонимни посебно детаљно описује Руодлибов изузетно пријатан боравак у друштву племства. Поред вечерњих забавних сцена, које тек треба детаљније испитати, треба поменути и обновљену употребу буглосе („волов језик“, посебно вероватно обични воловски језик као такозвани луди мамац) током пецања, живахан приказ паса будна и забавна сцена у волијери са птицама  pater noster који цвиле. Његов непосредан повратак из иностранства, где је провео десет година, био је посебно радостан, не само због отварања ризнице. Сада читалац сазнаје да је Руодлиб био, изненађујуће, са Афри све време. Сада су сестрић и племенита девојка венчани у опуштеној атмосфери, што Руодлибова мајка узима као прилику да расуђује о својим годинама и да замоли Руодлиба да се венча. Пре тога, међутим, Руодлиб се помирио са својим бившим господарима и био је у великој мери заражен. Када се удвара, он прима савете од пријатеља и рођака како би обезбедио поштовање седмог учења мудрости. Кандидат који је у почетку обећавао је осуђен за блуд са свештеником, што је навело Руодлиба да је научи лекцију. Прерушавајући одевне предмете као поклон, он ју је одбио, а да је није јавно компромитовао. Изненађујући обрт у заплету дешава се када мајка прича свом сину Руодлибу о својим изузетно алегоријским сновима, у којима се обећава огроман пораст статуса њеног сина, односно брак са краљевом ћерком и стицање краљевске власти.
Велики јаз дозвољава само нејасна нагађања о томе шта се догодило док не сретнемо Руодлиба како разговара са патуљком којег је заробио, а који му нуди кључну помоћ да добије краљевство краља Имунха у замену за његово ослобађање. Ово би такође испало из Руодлибове руке као и његов син Хартунцх, а онда би он само морао да се ожени са краљевом ћерком Херибург, да би дошао у посед краљевске власти. Након што се патуљак наруга неверству људи, прича се нагло завршава тако што се патуљева жена моли за откупнину свог мужа. Следи само седам епиграма исписаних у облику леонинског стиха на реверсу, који немају препознатљиву везу са Руодлибом.

## Жанровска питања
Расправа  о томе којом се врстом књижевности бави Руодлиб стара је колико и њена историја рецепције. Већ у наслову свог издања Зајлер је изнео јасан суд: Руодлиб, најстарији роман средњовековног доба. У разматрању овог питања, данас се барем признаје да је од свих латинских дела средњег века нешто најближе римском жанру. Бајке, херојске легенде, животи светаца, витешка огледала и авантуристички романи: све ове врсте књижевности обликовале су Руодлиба и дале му непогрешиву, независну форму и свака доминира одређеним деловима дела.

## Ток радње
Ток радње се може грубо поделити на следећи начин: 
1.	Руодлиб као слуга: неуспешна служба код куће; Успешна служба у избеглиштву као ловац, генерал, дипломата, награда (учење мудрости и блага у хлебу) 
2.	Руодлиб на путу кући: у друштву Руфуса, искушење три учења мудрости, у друштву контрибулиса (повлачење у племићко седиште и веридба контрибулиса са ћерком куће) 
3.	Руодлиб као господар: брак контрибулис-доминела, Руодлибова потрага за невестом (одбијање погрешне невесте, стицање краљеве ћерке) 

## Закључак
Руодлиб, измишљена прича о врлини и срећи младог племића Руодлиба (обично се назива романом) је „прво витешко огледало“ средњег века (о типичним витешким врлинама)  и деценијама претходи „Chansons de geste“  (нпр. Гормонд ет Исембарт). За разлику од античког романа, међутим, описује се прича о непрекидном успону. Необично је скоро потпуно одрицање од сопствених имена и назива места. Нема позивања на конкретне политичке алузије, већ доминира цртање различитих идеалних слика (нпр. Руодлиеб, рек маиор, покајник; дијаметрално супротан: Руфус).  Руодлиб комбинује различите елементе различитих књижевних жанрова у јединственом поетском експерименту, чији су извори ретко директно доступни. Због идеализације многих праваца деловања, интензивна употреба дела као културно-историјског документа је проблематична, али ипак реликт, али нажалост неефикасан, изузетно креативног духа.